# Janne Korpi
Janne Korpi (Vihti, 5 febbraio 1986) è un ex snowboarder finlandese, vincitore di tre Coppe del Mondo generali di freestyle e di due medaglie ai iridate.

## Biografia
Specialista di big air, halfpipe e slopestyle,  ha esordito in Coppa del Mondo di snowboard il 5 dicembre 2003 a Tandådalen, in Svezia.

## Palmarès

### Mondiali
- 2 medaglie:
  - 2 bronzi (big air ad Arosa 2007; slopestyle a Stoneham 2013)

### Mondiali juniores
- 1 medaglia:
  - 1 oro (halfpipe a Zermatt 2005)

### Coppa del Mondo
- Vincitore della Coppa del Mondo di snowboard freestyle nel 2012, nel 2013 e nel 2015
- Vincitore della Coppa del Mondo di halfpipe nel 2012
- Vincitore della Coppa del Mondo di slopestyle nel 2015
- Vincitore della Coppa del Mondo di big air nel 2012
- 19 podi:
  - 11 vittorie
  - 5 secondi posti
  - 3 terzi posti

#### Coppa del Mondo - vittorie
| Data             | Luogo         | Paese         | Disciplina |
| ---------------- | ------------- | ------------- | ---------- |
| 9 gennaio 2006   | Kreischberg   | Austria       | HP         |
| 4 febbraio 2007  | Torino        | Italia        | BA         |
| 17 novembre 2007 | Stoccolma     | Svezia        | BA         |
| 31 ottobre 2008  | Saas-Fee      | Svizzera      | HP         |
| 22 novembre 2008 | Stoccolma     | Svezia        | BA         |
| 22 gennaio 2010  | Stoneham      | Canada        | HP         |
| 23 gennaio 2010  | Québec        | Canada        | BA         |
| 28 agosto 2011   | Cardrona      | Nuova Zelanda | HP         |
| 29 ottobre 2011  | Londra        | Regno Unito   | BA         |
| 27 marzo 2013    | Sierra Nevada | Spagna        | HP         |
| 13 dicembre 2013 | Ruka          | Finlandia     | HP         |

Legenda:

BA = Big air

HP = Halfpipe